# Taylor Corry
Taylor Corry (nascida em 31 de janeiro de 1995) é uma nadadora paralímpica australiana, que foi selecionada para representar a Austrália nos Jogos Paralímpicos de Verão de 2012 em Londres, onde conquistou duas medalhas de prata, nos 200 metros livre e nos 100 metros borboleta. Foi medalha de prata e bronze no Mundial de Natação de 2013 e 2015.

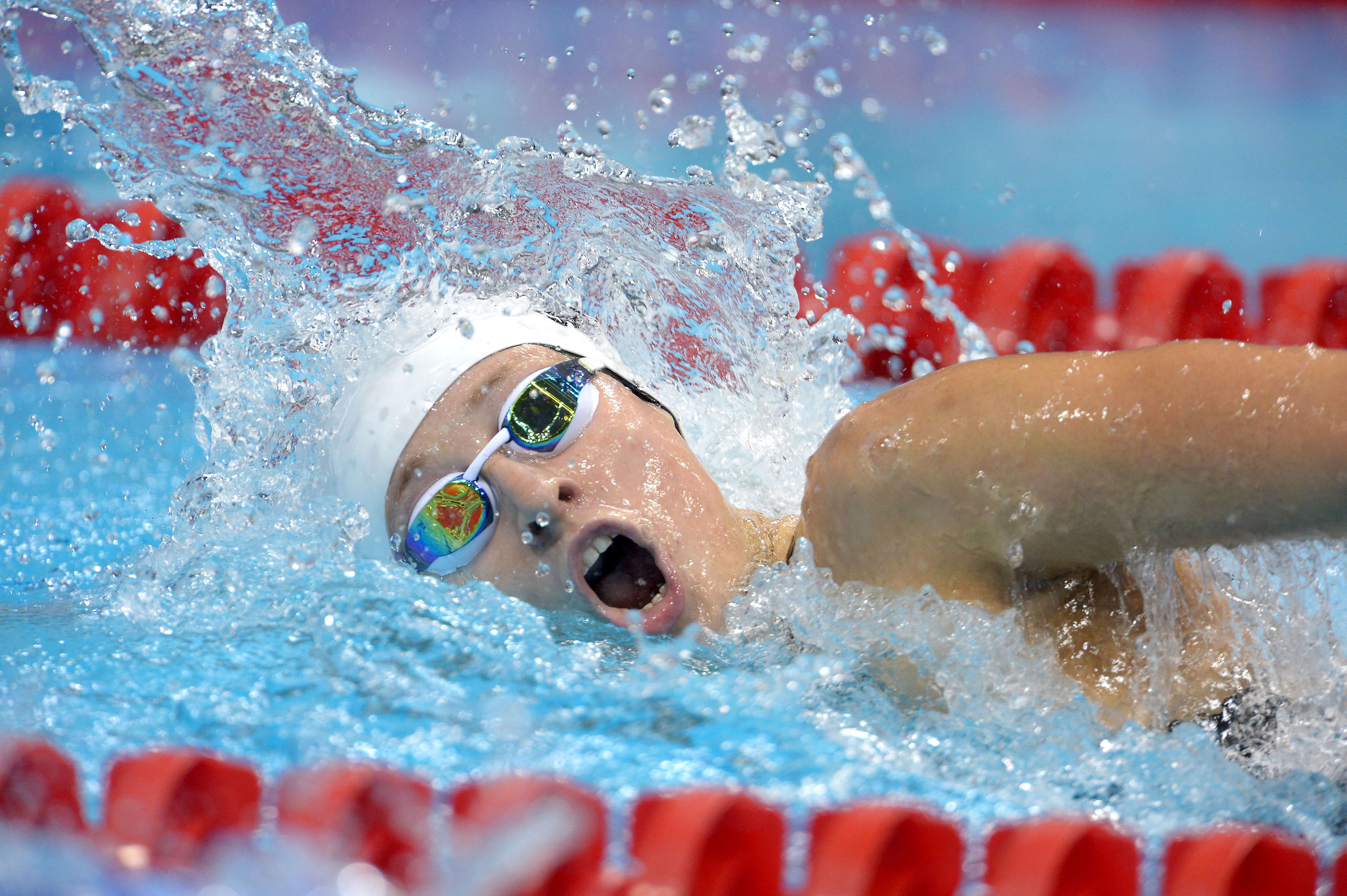
Corry disputando a Paralimpíada de Londres, em 2012.